# Anchose
Anchosen (aus dem Spanischen und Portugiesischen; Aussprache wie „an Schosen“) sind Halbkonserven aus frischem, gefrorenem oder tiefgefrorenem Fisch, vor allem Sardellen, Sprotten und Hering. Bei der Herstellung reift der rohe Fisch enzymatisch durch mehrwöchiges Einlegen in Salz, Zucker, Kräuter und Gewürze. In der Regel wird dabei Salpeter verwendet, bei der industriellen Herstellung auch Pökelsalz. Je nach Rezept werden Anchosen mit würzigen, oft leicht süßlichen Aufgüssen, Saucen, Tunken, Cremes oder Öl zubereitet. Sie sind auch gekühlt nur vergleichsweise kurz haltbar.
Zu den Anchosen gehören zum Beispiel:
- Anchovis
- Appetitsild
- Gabelbissen
- Gewürzhering
- Graved Lachs
- Kräuterhering
- Kräutersprotten
- Matjesfilet nordischer Art